# ستيف باكستر
ستيف باكستر (بالإنجليزية: Steve Baxter)‏ هو رائد أعمال أسترالي، ولد في 1971 في Cloncurry, Queensland ‏ في أستراليا.